# Olga Máté

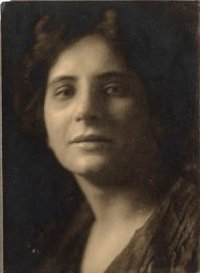
Porträt von Olga Maté von Rudolf Dürkoop 1910

Olga Máté (* 1. Januar 1878 in Szigetvár, Österreich-Ungarn; † 5. April 1961 in Budapest, Ungarn) war eine ungarische Fotografin. Sie war eine der ersten ungarischen Fotografinnen und vor allem für ihre Porträts bekannt.

## Leben und Werk

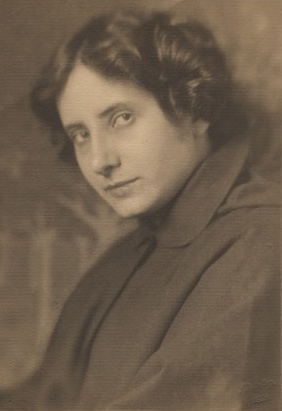
Porträt von Olga Maté von Rudolf Dürkoop 1908

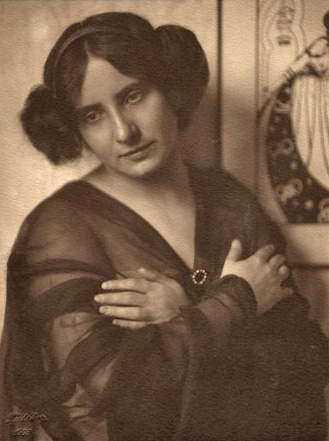
Porträt von Olga Maté von Rudolf Dürkoop 1908

Máté war eines von sechs Kindern des Kaufmanns Lőrinc Mautner und der Schneiderin Hanna Spiegel. Die Familie zog nach Budapest, wo ihr Vater eine Näherei betrieb. 1899 eröffnete sie dort nach Vorstudien in Ungarn ein Atelier. Ihr Interesse an der Fotografie wurde von ihrer Familie gefördert und sie wurde für zwei Jahre nach Deutschland geschickt, um neue Methoden der Fotografie kennenzulernen. In Berlin studierte sie bei Rudolf Dührkoop und in Dresden bei Hugo Erfurth.
Ab 1911 arbeitete sie bei der Zeitschrift Fény, in der ihre Fotografien regelmäßig veröffentlicht wurden. Im selben Jahr wurde sie von Kritikern im Londoner Salon of Photography gelobt. 1912 gewann sie zusammen mit Nicola Perscheid, Eduard Wasow und Pécsi József eine Goldmedaille in Stuttgart.
Sie heiratete 1911 in Budapest den verwitweten Philosophen Béla Zalai, der zwei Kinder mit in die Ehe brachte und 1915 an Typhus starb. 1912 eröffnete sie mit wenigen Angestellten ein Atelier im Zentrum von Budapest, in dem auch die Fotografin Ergy Landau eine Lehre absolvierte. Das Atelier wurde zu einem Treffpunkt für Schriftsteller, Philosophen und Künstler, denn ihr ehemals großer Freundeskreis aus Künstlern erweiterte sich noch weiter, und auch nach dem Tod ihres Mannes besuchten sie häufig Vertreter der Diskussionsgruppe Vasárnapi Kör wie Béla Balázs, György Lukács, Béla Fogarasi, Karl Mannheim und Arnold Hauser. Sie pflegte bis zu seinem Tod eine gute Beziehung zu dem Architekten und Grafikdesigner Lajos Kozma und seiner Familie, zu Noémi Ferenczy und der Familie Kner.
Máté bekam Kontakt mit Rosika Schwimmer, die korrespondierendes Mitglied der International Woman Suffrage Alliance (IWSA) war und den internationalen Frauenstimmrechtskongress 1913 in Budapest organisierte. Anlässlich des Kongresses fertigte sie Aufnahmen der Mitglieder der ungarischen Delegation an. In den 1920er Jahren setzte Máté ihre Arbeit auch unter schwierigen Umständen fort und trat mit ihren Bildern auf nationalen und internationalen Ausstellungen auf.
Sie war eine der ersten Frauen, die moderne Architektur fotografierte, und gehörte zu den wenigen Frauen, die in der Werbefotografie erfolgreich waren. Sie ist bekannt für ihre Akt- und Kinderfotografien sowie für Porträts. Als Porträtfotografin ließ sie ihre Modelle vor neutralen Hintergründen posieren. Zu ihren herausragenden Werken zählen Porträts von Mihály Babits und Margit Kaffka. Sie arbeitete auch mit Isadora Duncans School of Modern Dance zusammen und fotografierte Tänzer im Freien und auf der Bühne, wobei sie sich auf deren Gesten konzentrierte.
Maté beherrschte die als „edel“ geltenden Fototechniken wie Albuminpapier, das Gummibichromatverfahren, Pigmentabzüge und das Bromölverfahren und folgte sowohl realistischen als auch malerischen Trends, indem sie Lichtmodellierungseffekte und Verblassungstechniken anwandte.
Sie half während des ungarischen Weißen Terrors mehreren Intellektuellen wie Georg Lukács und Jenő Hamburger bei ihrer Flucht und wurde deshalb vom Gericht verurteilt.
Máté teilte ihr Atelier ab 1934 mit Francis Haar und bildete 1938 ihre Nachfolgerin Mariann Reismann aus.

## Fotografien von Olga Máté (Auswahl)

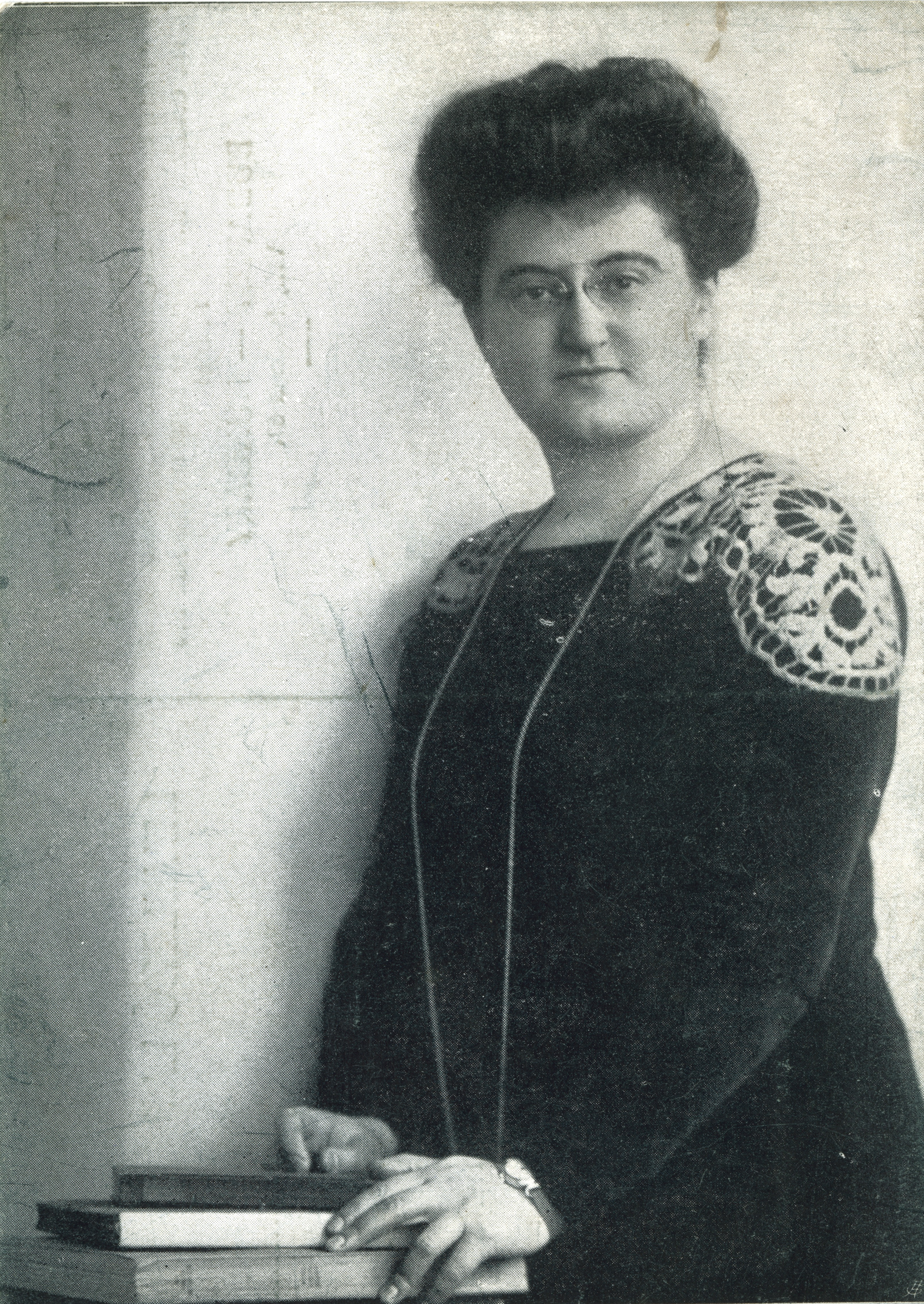
Rosika B. Schwimmer
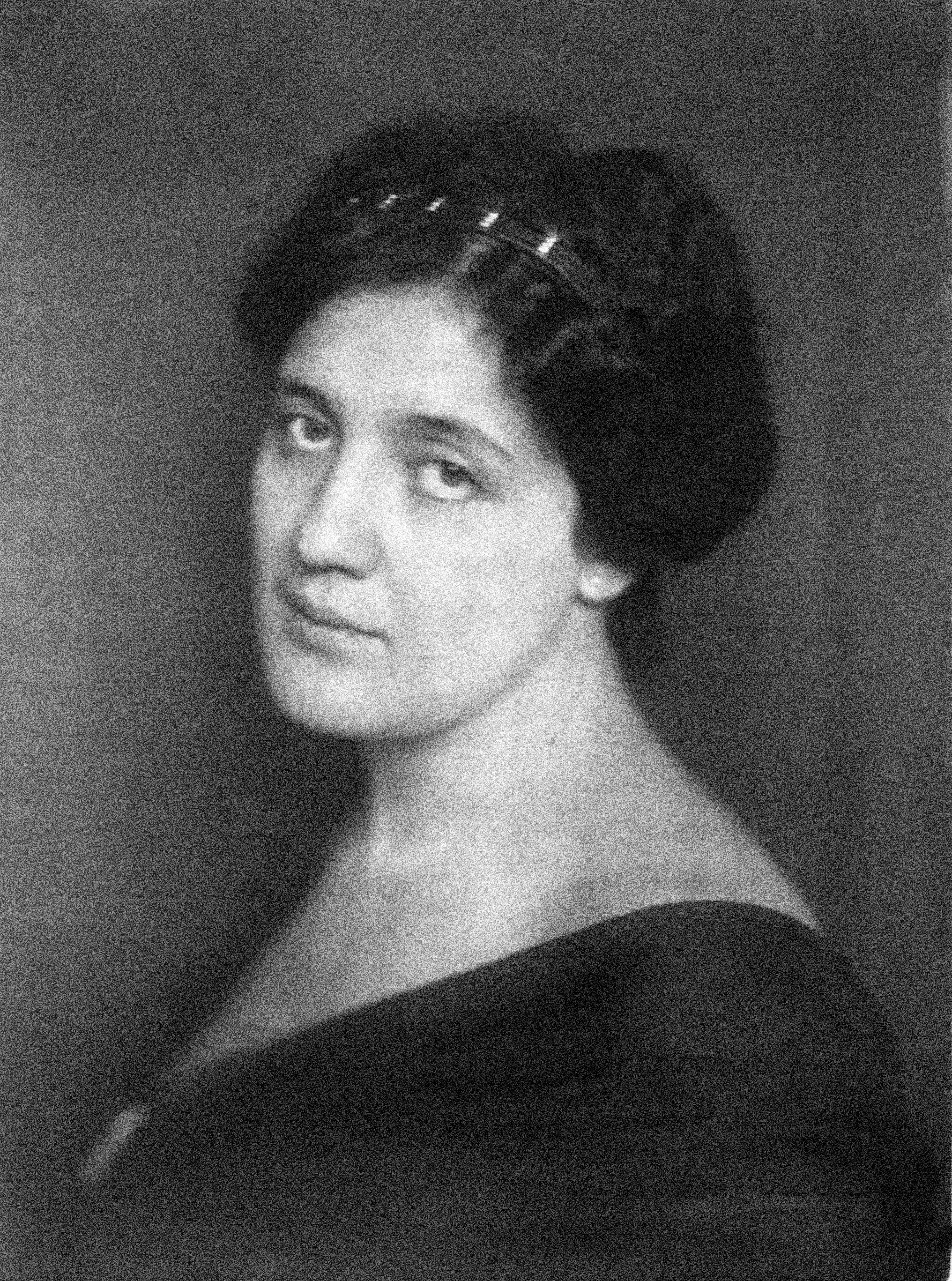
Porträt von Melanie Klein im Alter von etwa 30 Jahren

## Ausstellungen (Auswahl)
- 1910: Internationale Fotoausstellung
- 1911: Internationale Fotoausstellung, Hamburg
- 1911: The London Salon of Photographie, London
- 1914: Professional Photographers Society, New York
- 1922: Iparművészeti Múzeum, Budapest
- 2001: Femmes photographes hongroises, Caen
- 2006: Regards européens, Vire
- 2007: Máté Olga (1878–1961) életmű-kiállítás, Ungarisches Museum für Fotografie
- 2009: Pictureing Progress: Hungarian Women Photographer 1900–1945, National Museum of Women in the Arts (NMWA), Washington, D.C.
- 2022: the new woman behind the camera, National Gallery of Art, Washington